# John Keegan Casey

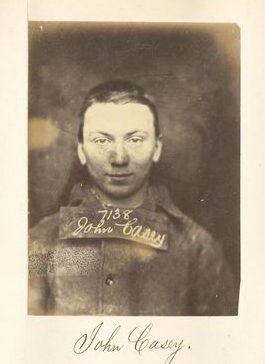
John Keegan Casey

John Keegan 'Leo' Casey, född 1846, död 17 mars 1870, känd som de republikanska irländarnas poet, var en irländsk poet, agitator, författare och republikan, som blivit mest känd för att ha skrivit sången "The Rising of the Moon" och som en av centralgestalterna  i det irländska republikanska upproret 1867. Han tillfångatogs av engelsmännen och dog på St. Patrick's Day 1870.

## De tidiga åren
John Keegan Casey föddes i Mount Dalton i Westmeath som son till en skollärare under höjdpunkten av den stora hungersnöden som rådde 1846. Åtta år senare flyttade familjen till Gurteen nära Ballymahon i Longford, då hans far blev anställd som rektor för den lokala skolan. Caseys verk kom senare att bli nära förknippade med Ballymahon.
Som tonåring arbetade han som assistent åt sin far och förväntades att också bli lärare. Emellertid blev han alltmer besviken på det brittiskt nationalistiska klimat som rådde i etablissemanget och lade mycket tid på att skriva poesi. Det var under denna tid, då han var i femtonårsåldern, som han skrev sin mest välkända sång, "The Rising of the Moon" som en hyllning till det Irländska upproret 1798.

## Republikanska rörelsen
Under 1860-talet, samtidigt som hans sånger blev alltmer populära under politiska möten, flyttade han till Dublin och blev aktiv i den irländska republikanska rörelsen Fenian. Han var en av dem som bidrog mest till The Nation, en irländsk dagstidning, varvid han började skriva under pseudonymen 'Leo'.
1866, vid 20 års ålder, publicerade han en diktsamling titulerad A Wreath of Shamrocks (En krans av klöverblad). De flesta av dessa dikter hade tidigare varit publicerade i andra sammanhang, framför allt i The Nation. Denna bok gav honom tillräcklig framgång för att han skulle börja bli eftertraktad som talare. Han började kort därpå arrangera större politiska möten i Dublin, Liverpool och London, och detta var en del av upptakten till nästa större irländska uppror 1867.

## Tillfångatagandet
Då upproret misslyckade blev han fängslad utan rättegång i åtta månaders tid i Mountjoy Prison. Casey blev därefter satt på fri fot på villkor att han gick med på att bli deporterad till Australien och aldrig mer återvända. Trots detta stannade han kvar i Summerhill i Dublin under falsk identitet som kväkare och fortsatte att skriva och publicera i hemlighet.

## Död
John Keegan Casey gifte sig med Mary Josephine Briscoe i januari 1868 och de fick sonen Michael, som dog kort efter födseln i oktober 1869. Caseys hälsa hade blivit försvagad efter den hårda behandlingen under fängelsetiden. Hans liv fick ett tragiskt och abrupt slut, då han föll från en droska nära O’Connell Bridge i centrum av Dublin på St. Patrick's Day 1870 och dog av skadorna från fallet. Han begravdes på Glasnevin Cemetery. Enligt dagstidningarna fanns mellan 50 000 och 100 000 människor med i begravningståget.